# سید مرتضی محمودی گلپایگانی
آیت الله سید مرتضی محمودی گلپایگانی (زاده ۱۳۰۵ در گوگد) روحانی شیعه ایرانی است. وی سابقه امامت جمعه ورامین از ۱۳۵۸ تا ۲۳ خرداد ۱۴۰۳ را داراست. از او به‌عنوان باسابقه‌ترین امام جمعه ایران یاد می‌شود.

## زندگی
محمودی در سال ۱۳۰۵ در گوگد گلپایگان متولد شد.او در سال ۱۳۵۸ با حکمی که از دفتر روح‌الله خمینی برای وی صادر شد، به‌عنوان امام جمعهٔ ورامین فعالیتهای سیاسی، مذهبی، اجتماعی خود را آغاز کرد؛ اگرچه از سال‌ها قبل در ورامین به مبارزات علیه رژیم شاه مشغول بود.
محمودی تا خردادماه ۱۴۰۳ امام جمعهٔ ورامین بود و سپس مجتبی عزیزی زعامت نماز جمعهٔ ورامین را بر عهده گرفت.

## خانواده
محمودی از ازدواج خود صاحب چهار فرزند پسر و یک دختر شد. یکی از فرزندانش به نام مصطفی محمودی (متولد ۱ مرداد ۱۳۳۶) در روز نوزدهم اسفندماه ۱۳۵۹ در سوسنگرد بر اثر اصابت تركش خمپاره کشته شد.
سید محسن محمودی، رئیس شورای هماهنگی تبلیغات اسلامی شهرستانهای استان تهران و امام جمعهٔ موقت ورامین و استاد حوزه و دانشگاه است. سید مهدی، مدتی امام جمعهٔ موقت ورامین بود و اکنون مدیر حوزهٔ علمیه امام صادق شهرستان ورامین است. محمد محمودی نیز داروساز است.